# 斯特拉斯堡大学

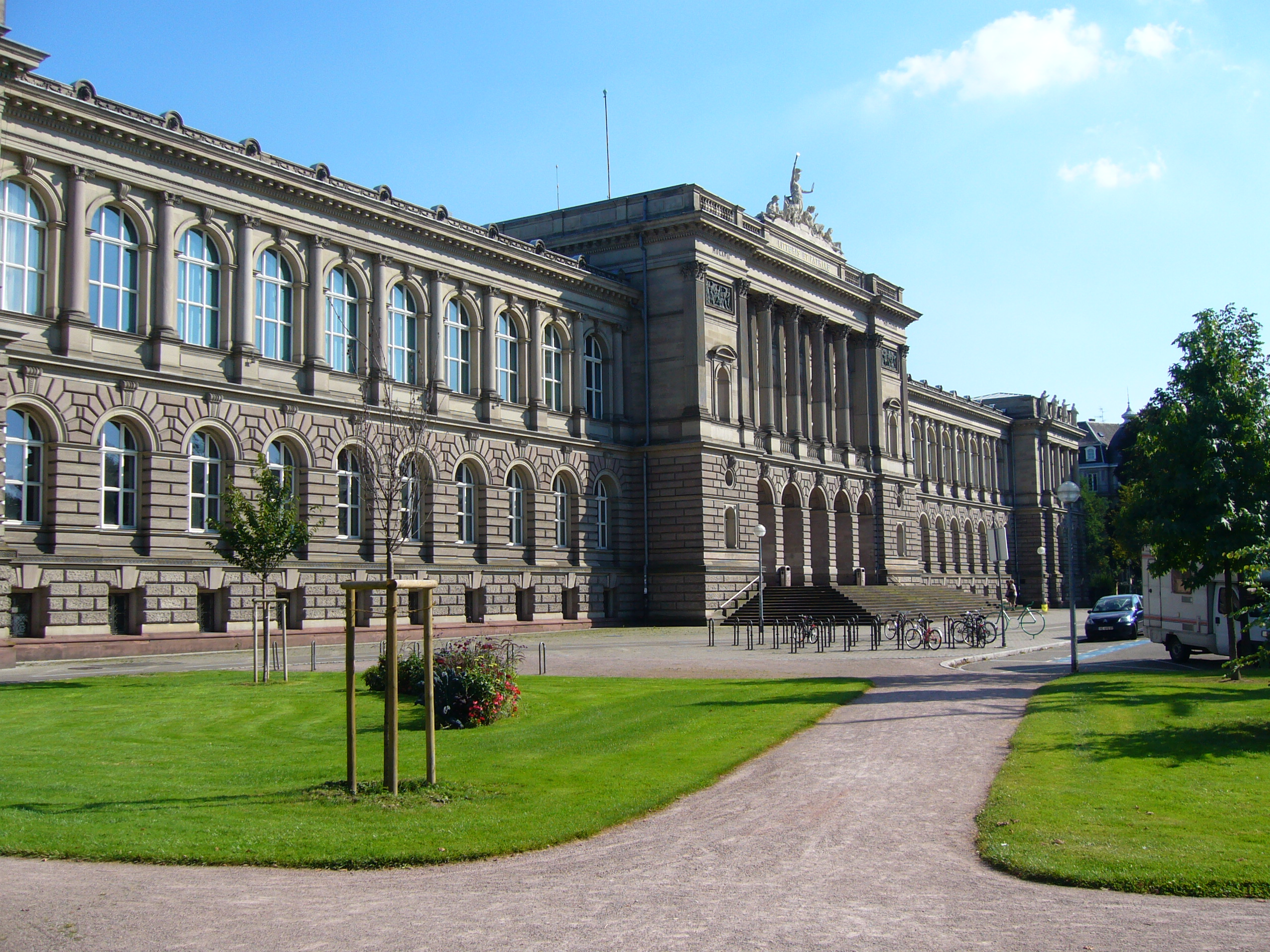
斯特拉斯堡大学宫，大学主楼。

斯特拉斯堡大学（法語：Université de Strasbourg，简称：Unistra或UDS）是坐落于法国阿尔萨斯大区首府斯特拉斯堡的一所多学科综合性公立大学。成立于1538年的斯特拉斯堡大学是法国第一批自治大学之一，也是法国最先设立基金会的大学之一。同时，它还是欧洲研究型大学联盟成员，也是历史悠久的欧洲学院联盟Eucor的创始学校之一。
斯特拉斯堡大学的校友和教师中，有19位诺贝尔奖获得者，2位菲尔兹数学奖获得者，1位法兰西学院院士，12名法兰西科学院院士，4名法兰西文学院院士。另外，法國國家科學研究中心（CNRS）金奖获得者3位、银奖17位、铜奖37位。
斯特拉斯堡大学前身是成立于1538年的德意志让·斯图尔姆文理中学，后者于1566年升为学术院，1621年改建为大学。1681年，随着斯特拉斯堡市的主權由神圣罗马帝国移交给法蘭西王國，斯特拉斯堡大学开始由法兰西管辖。在法国大革命、普法戰爭、第一次世界大战后，斯特拉斯堡大学的管辖权曾多次变更。第二次世界大战结束后，斯特拉斯堡大学管辖权被重新交还给法兰西共和国。受1968年“五月风暴”运动影响，斯特拉斯堡大学在1971年拆分为斯特拉斯堡第一大学、斯特拉斯堡第二大学、斯特拉斯堡第三大学三所大学。2009年1月1日，三所大学重新合并为斯特拉斯堡大学。
2016年，斯特拉斯堡大学在校学生约48011人（其中20%为留学生），教师和研究人员2727人，下设36个部门机构（学院、培训研究单位、学校、研究院）以及72个研究单位。
在2016年路透社《全球最具创新力大学Top100》排名中，斯特拉斯堡大学全球排名98位。在2013-2015年《世界大学学术排名》中，斯特拉斯堡大学连续3年进入全球前100名。

## 历史

### 宗教改革与学校创建

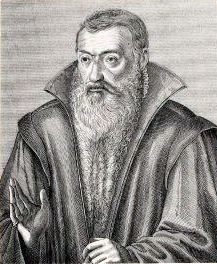
Johannes Sturm

在16世纪的宗教改革时期，神圣罗马帝国将斯特拉斯堡市等一批城市设立为“帝国自由城市”，它们不属于任何帝国贵族管辖，直辖于神圣罗马帝国皇帝，这为后来学校的创办提供了自由土壤。1536年，受马丁·路德“兴建拉丁、希腊学校”的号召影响，神圣罗马帝国德意志教育家约翰内斯·斯图尔姆来到斯特拉斯堡，于1538年3月22日创立路德教派倾向的让·斯图尔姆文理中学。在创建初期，学校设立艺术学院，以传授古希腊和古罗马文学、新教理论、科学和哲学为主。宗教改革家让·加尔文在此期间也曾到访任教。由于教学方法的革新，学校吸引了大批欧洲人才前来就学，这使得学校规模迅速扩张。1566年5月30日，让·斯图尔姆文理中学晋升为学术院，随后设立法学院（法律、政治、管理学院前身）、医学院、哲学院等学院。1621年8月14日，学校改建为大学，斯特拉斯堡大学正式成立。

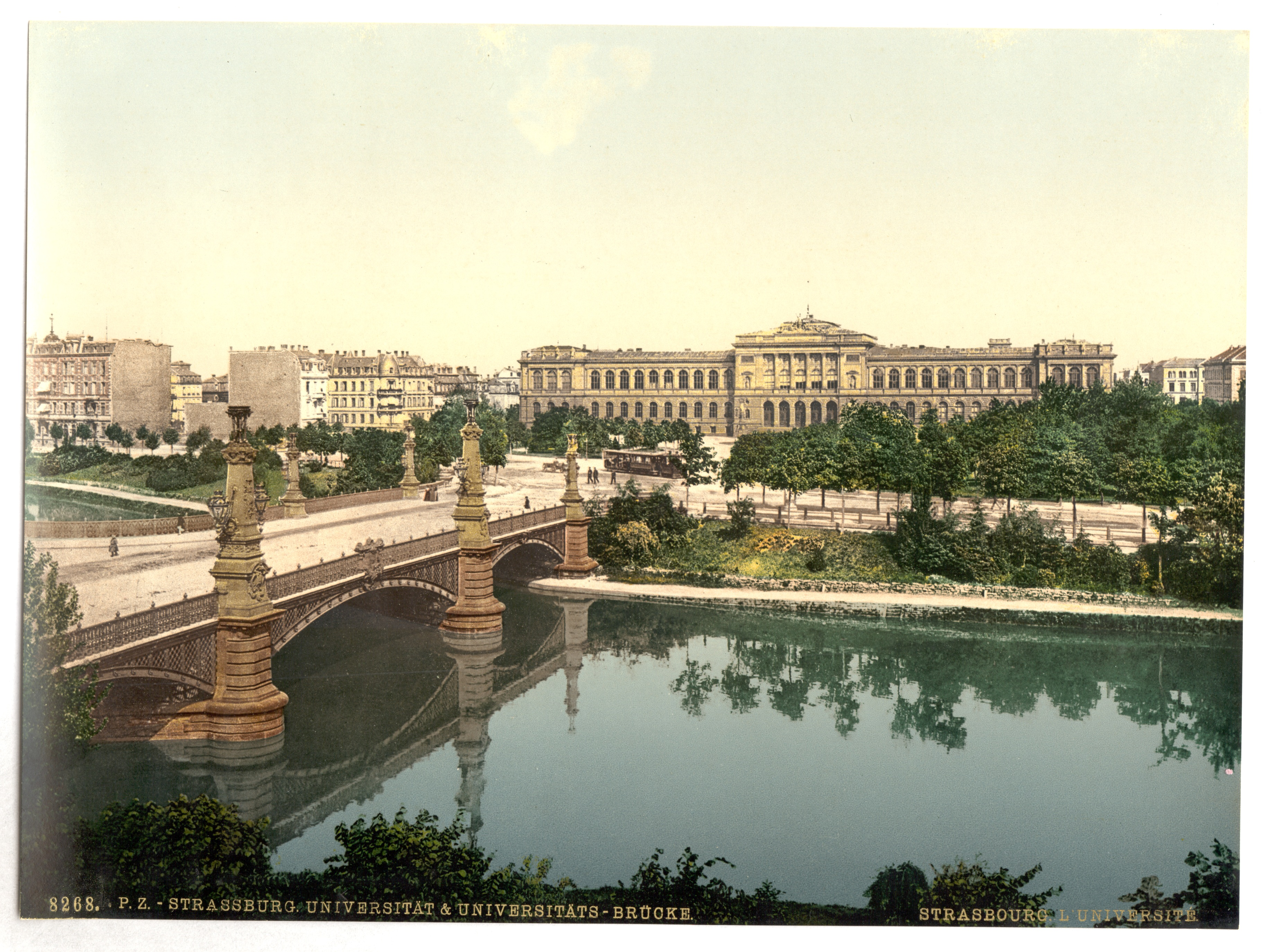
20世纪初的斯特拉斯堡大学宫。

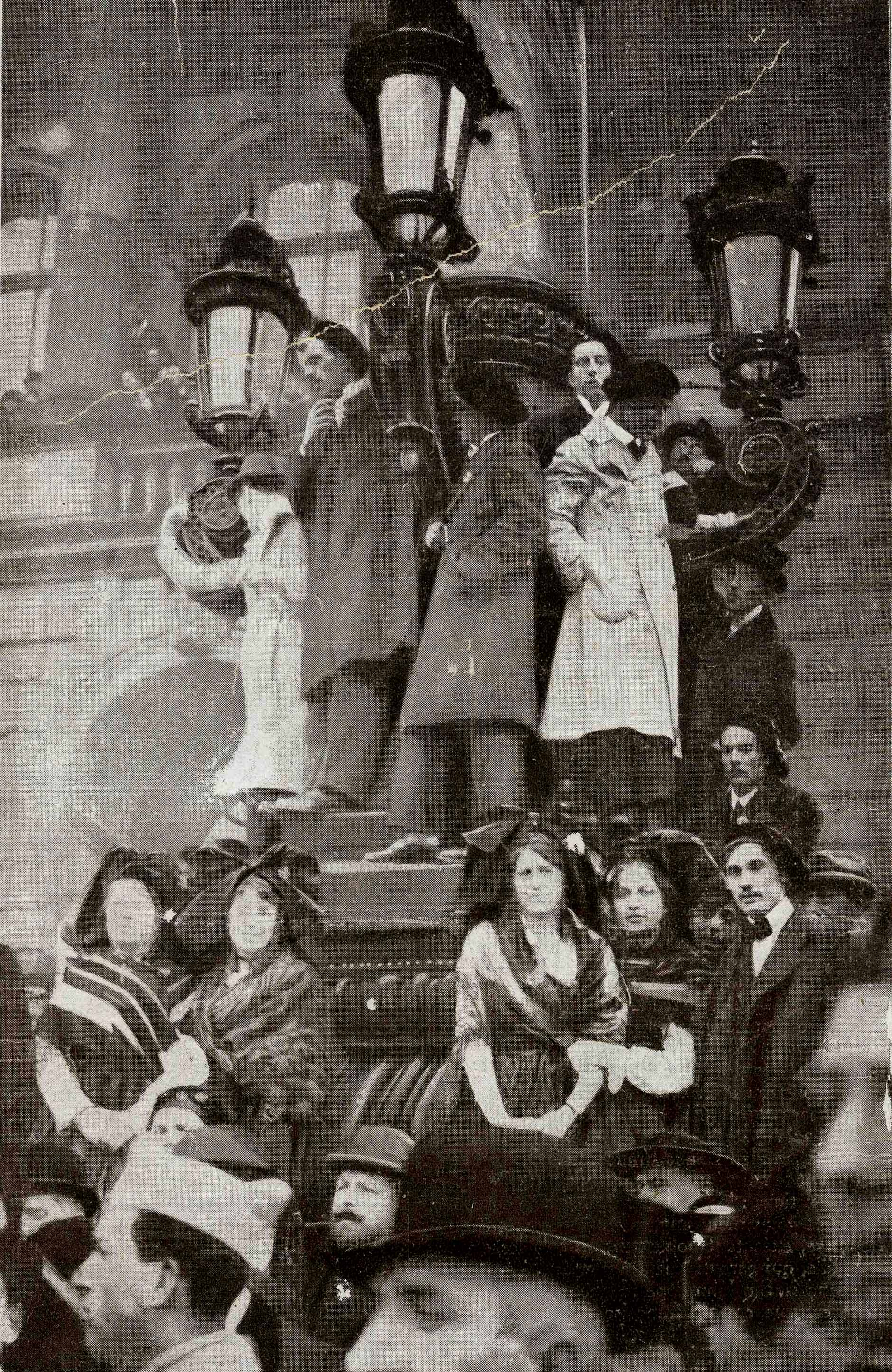
1919年学校重回法国。

神圣罗马帝国三十年战争结束后，斯特拉斯堡市管辖权被交给法兰西王国。国王路易十四是坚定的反宗教改革派，他在斯特拉斯堡大学内设立皇家执政官，以促使大学向天主教派转变。不过学校的路德派教师和学生众多，新教传统深厚，学校的天主教化推进缓慢。法国大革命期间，伴随着君主独裁制度的废除和天主教在政治领域的影响力日渐式微，斯特拉斯堡大学的发展进入繁荣时期，在人文科学、医学涌现出很多杰出教师和学生，如路易·巴斯德。
1872年，由于法国在普法战争中战败，阿尔萨斯-洛林大区管辖权再次移交给普鲁士王国，学校大批法国教师开始向西迁移。普鲁士为了显示自己的执政能力，斯特拉斯堡大学在这一时期得到很大扩张，大量教学楼被兴建起来。1918年第一次世界大战后，阿尔萨利-洛林大区回归法国，德語教職員離去。二戰納粹德國併吞亞爾薩斯不久後，原址於1941年改稱為史特拉斯堡帝國大學（Reichsuniversität Straßburg），1944年又恢復原狀。

### 二战结束至今
二战结束后，斯特拉斯堡大学学生数量迅速回升：1956年在校学生5440人，1966年在校学生数增长至16221人。为了适应学生数量的增长，1966年，大学在斯特拉斯堡Esplanade区开始新校区兴建。这也是目前的中央校区所在地。
1968年的“五月风暴”后，法国的教育系统开始推行一系列改革，斯特拉斯堡大学于1971年拆分为三所大学：
- 路易·巴斯德大学（斯特拉斯堡第一大学）
- 马克·布洛克大学（斯特拉斯堡第二大学）
- 罗贝尔·舒曼大学（斯特拉斯堡第三大学）

2007年，法国颁布《大学自由与责任法案》，简化校长选举程序，为大学合并铺平道路。2009年1月1日，斯特拉斯堡大学三所大学正式合并，成为法国第一批重新合并的大学之一。
学校2012年第一批入选法国教育卓越计划。

## 学院设置
斯特拉斯堡大学下设36个研究机构，涵盖5大领域，分别是：

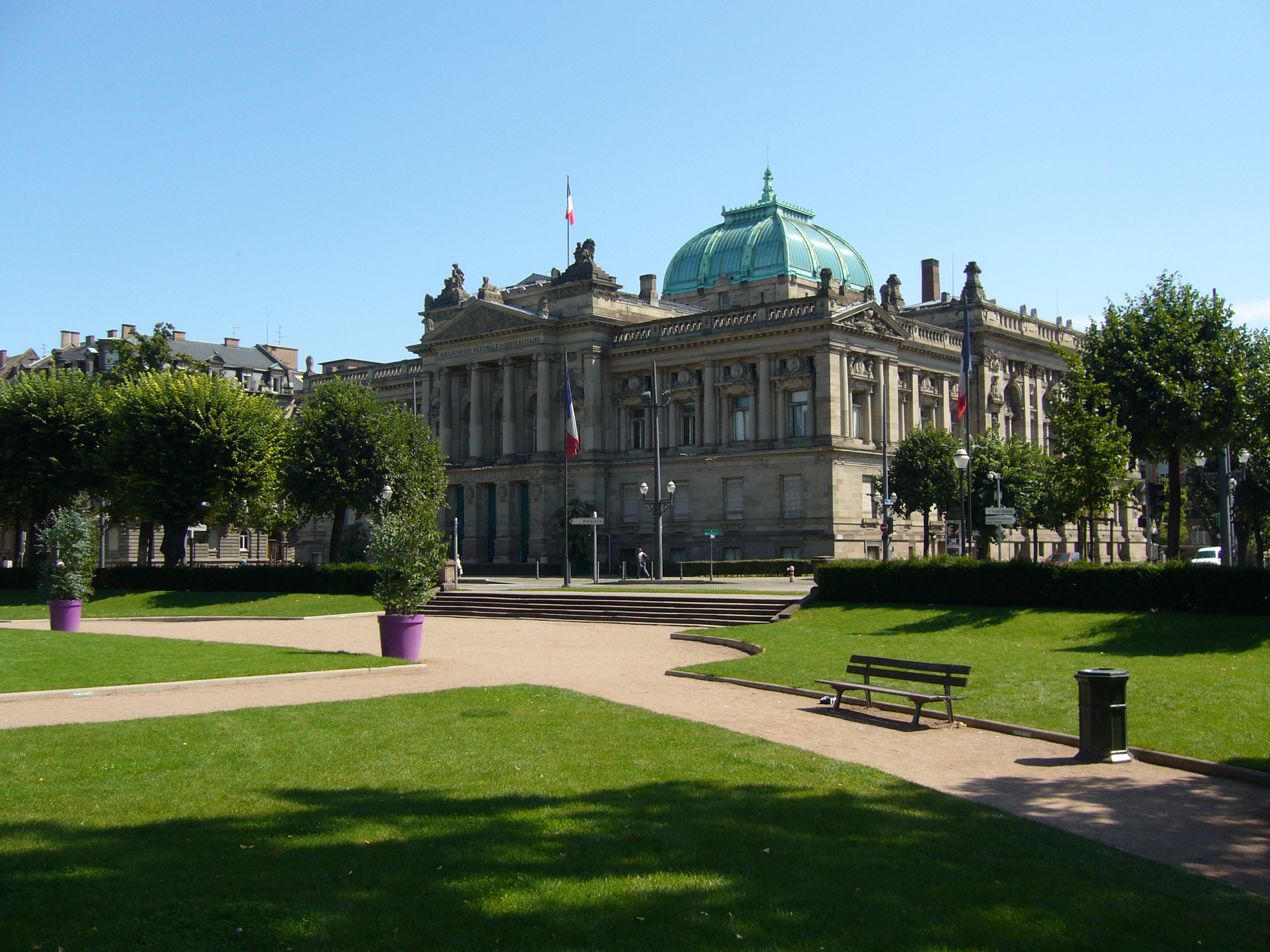
斯特拉斯堡大学国立图书馆。

### 艺术、文学和语言领域[5]
- 艺术学院（表演艺术、视觉艺术、音乐等）（Faculté des arts）
- 语言学院（跨文化交际、计算机语言学、翻译、口译）（Faculté des langues）
- 文学院（法国文学、外国文学）（Faculté des lettres）

### 法律、经济、管理、政治和社会科学领域[5]
- 国际知识产权研究中心（Centre d'études internationales de la propriété intellectuelle, CEIPI）
- 新闻学院（Centre universitaire d'enseignement du journalisme, CUEJ）
- EM商学院（Ecole de management Strasbourg, EM Strasbourg）
- 法律、政治、管理学院（Faculté de droit, de sciences politiques et de gestion）
- 政治研究学院（Institut d'études politiques, IEP）
- 行政学院（Institut de préparation à l'administration générale, IPAG）
- 劳动学院（Institut du travail, IDT）

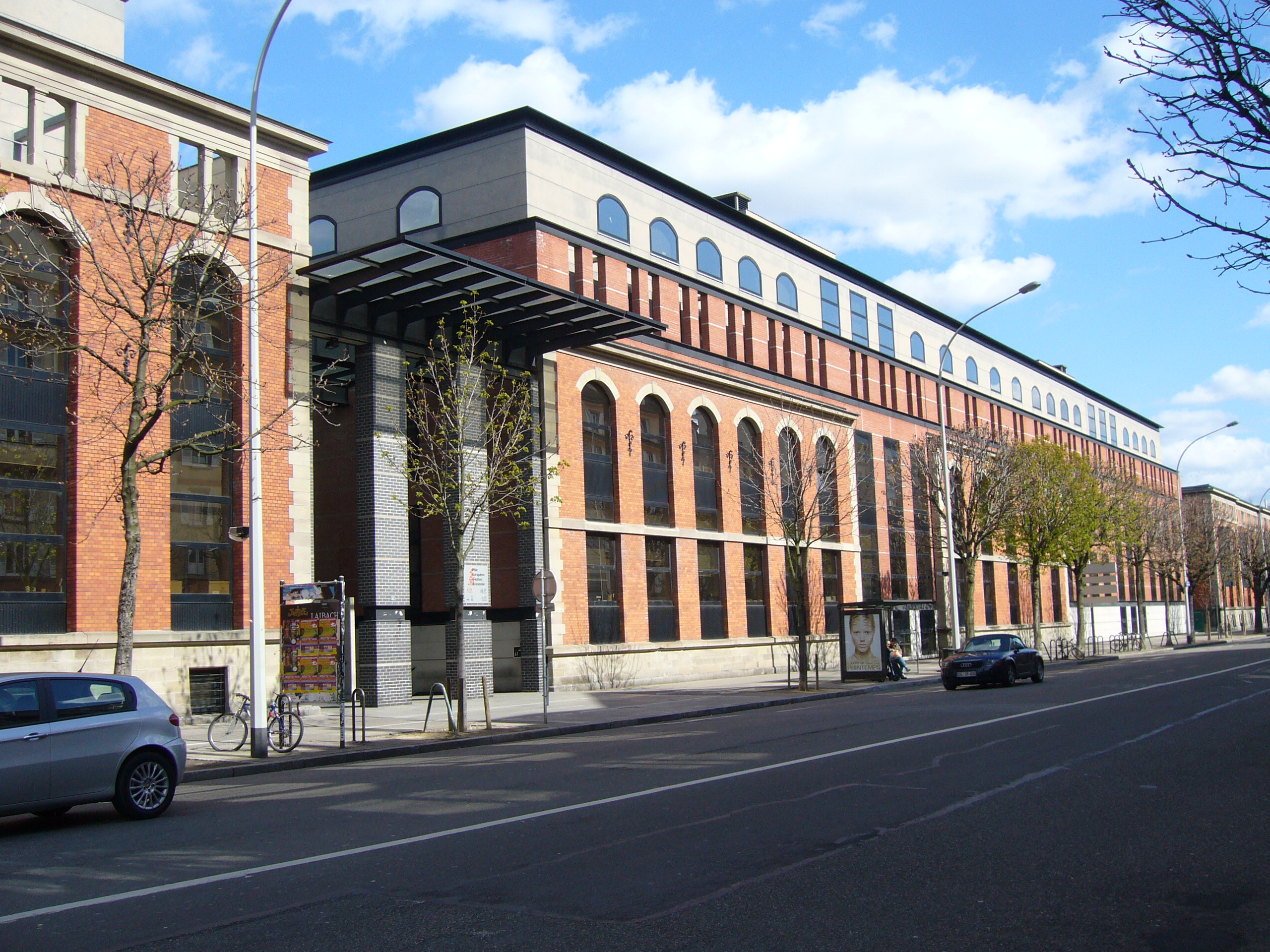
EM商学院大楼，因墙面使用红砖，被称为“红楼”。

### 人文和社会科学领域[5]
- 高等教师和教育学院（Ecole supérieure du professorat et de l’éducation, ESPE）
- 经济学和管理学院（Faculté des sciences économiques et de gestion, FSEG）
- 地理与规划学院（Faculté de géographie et d'aménagement）
- 哲学院（Faculté de philosophie）
- 心理学学院（Faculté de psychologie）
- 教育学学院（Faculté de sciences de l'éducation）
- 天主教理论学院（Faculté de théologie catholique）
- 新教理论学院（Faculté de théologie protestante）
- 体育学院（Faculté des sciences du sport）
- 历史学院（Faculté des sciences historiques）
- 社会科学学院（Faculté des sciences sociales）

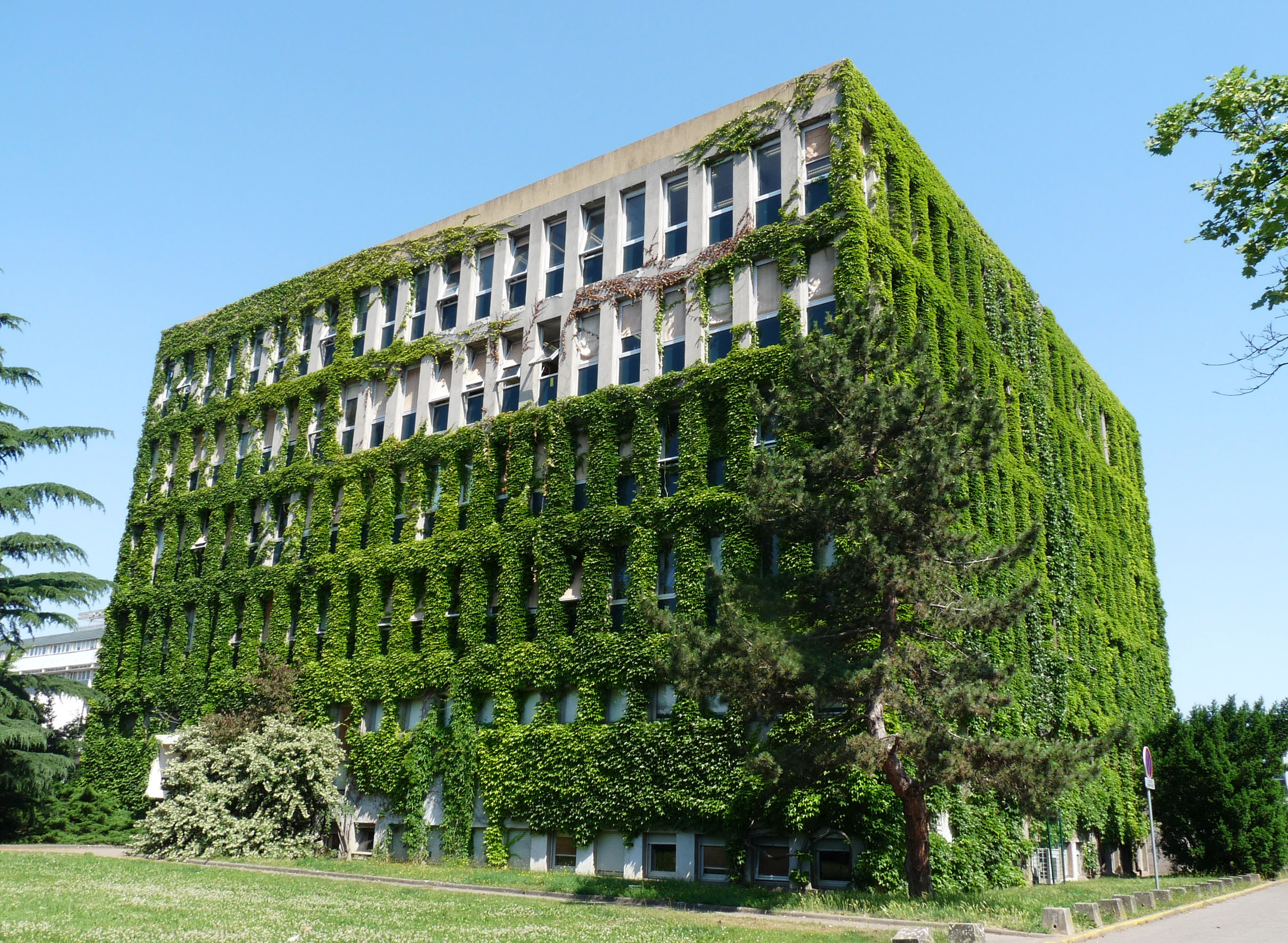
生物技术学院大楼。

### 科学和技术领域[5]
- 地质学院（Ecole et observatoire des sciences de la Terre, EOST）
- 欧洲化学和材料学院（Ecole européenne de chimie, polymères et matériaux, ECPM）
- 生物技术学院（Ecole supérieure de biotechnologie de Strasbourg, ESBS）
- 化学学院（Faculté de chimie）
- 物理和工程学院（Faculté de physique et ingénierie）
- 生命科学学院（Faculté des sciences de la vie）
- 阿格诺科技学院（Institut universitaire de technologie de Haguenau）
- 路易·巴斯德技术学院（Institut universitaire de technologie Louis Pasteur）
- 罗贝尔·舒曼技术学院（Institut universitaire de technologie Robert Schuman）
- 天体观测学院（Observatoire astronomique de Strasbourg）
- 物理通信学院（Télécom Physique Strasbourg）
- 数学和计算机学院（UFR de mathématique et d'informatique）

### 医学[5]
- 牙外科学院（Faculté de chirurgie dentaire）
- 医学院（Faculté de médecine）
- 药学院（Faculté de pharmacie）

## 配套设施

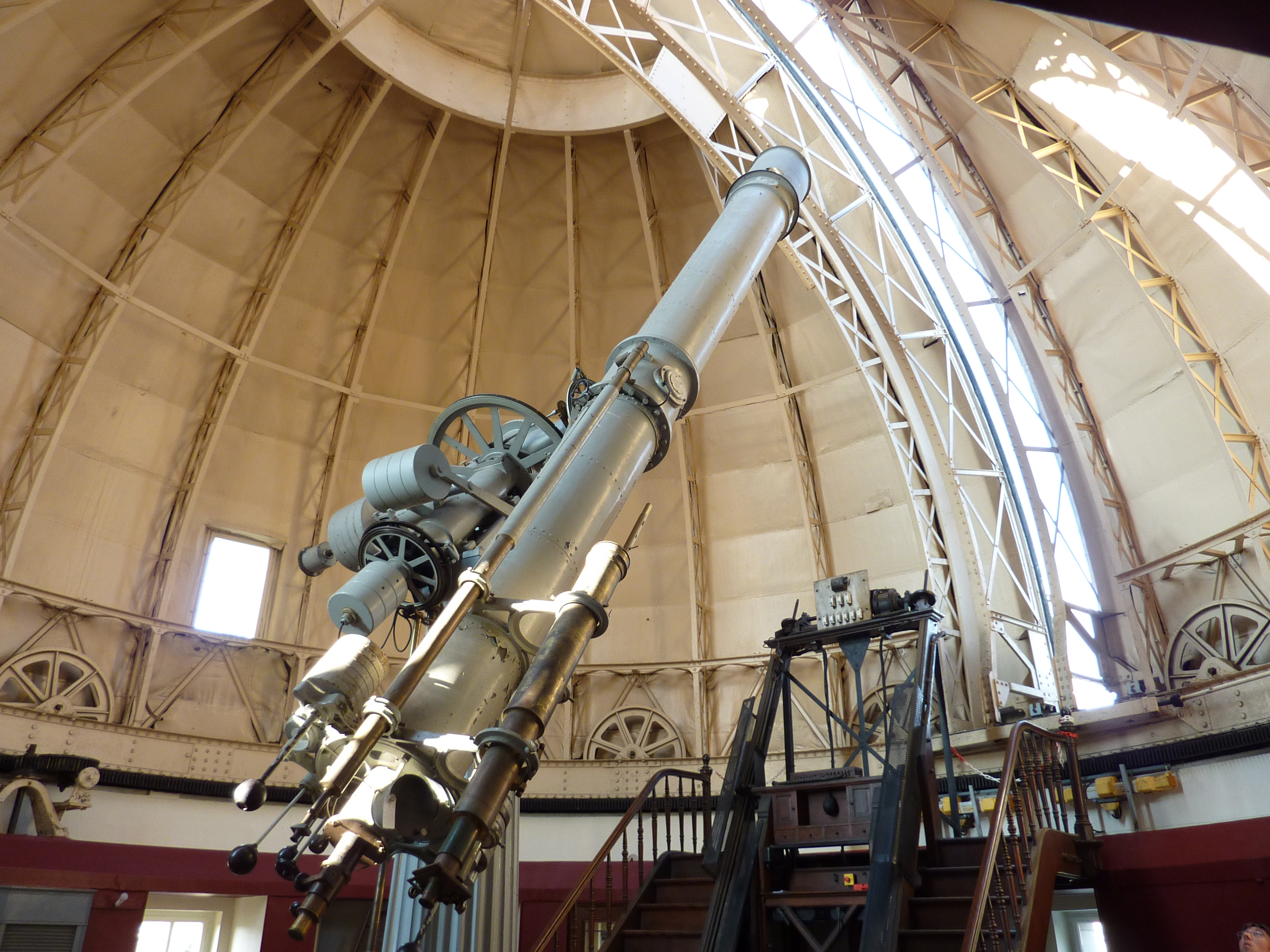
天文馆。

斯特拉斯堡大学内，共设有25座图书馆，其中科学技术和医学图书馆8座，文学、人文科学和社会科学图书馆11座，法学、经济学、管理学、政治学图书馆6座。馆藏方面，2012年斯特拉斯堡大学各图书馆共收藏120万本书、23100份论文，14160份期刊，50000余份地图，12000余种多媒体资料（包括CD、磁带、录像带等），各领域共27287多节在线课程。
此外，斯特拉斯堡大学还设有数字中心、网络电视中心、体育馆、大学出版社、大学天文馆、地震和地磁博物馆、动物标本博物馆、大学植物园等设施，学生可凭借文化卡免费使用或参观，或凭借学生证获得优惠价。

## 校区
斯特拉斯堡大学校区分布在斯特拉斯堡城市的各个区域：

### 中央校区（Campus Central）
位于斯特拉斯堡市中心的Esplanade，拥有德式风格、新文艺复兴建筑、现代主义建筑等不同风格教学楼是该校区的最大特色。化学学院、法学院、文学院等学院位于该校区内。可乘坐2、15、30路公交和C、E、F线轻轨电车（Tramway）可到达该校区。

### 科农堡校区（Campus de Cronenbourg）
位于斯特拉斯堡城市的西区，路易·巴斯德技术学院、材料学院等学院位于该校区内。可乘坐19、50、70路公交到达该校区。

### 伊尔基希校区（Campus d'Illkirch）
位于斯特拉斯堡的南部，斯特拉斯堡大学药学院、罗贝尔·舒曼技术学院、物理通信学院等学院坐落于该校区内，可乘坐63路公交或A、E线轻轨到达该校区。

### 医学院校区（Campus médecine）
位于市立医院内，临近斯特拉斯堡市中心。可乘坐10、15路公交或A、B、D、F线轻轨到达该校区。

## 校徽

原校徽

## 知名教师和校友

### 诺贝尔奖得主（按获奖年份排列）
- 威廉·伦琴，X射线发现者，1901年首届诺贝尔物理学奖得主。1874年开始在斯特拉斯堡大学任教。
- 彼得·塞曼，1902年获得诺贝尔物理学奖，以表彰其发现了原子光谱在磁场中的分裂现象。
- 赫尔曼·埃米尔·费歇尔，1902年获得诺贝尔化学奖，以表彰其对嘌呤和糖类的合成研究。
- 阿道夫·冯·拜尔，因成功合成了靛蓝而获得1905年诺贝尔化学奖。
- 夏尔·路易·阿方斯·拉韦朗，获得1907年诺贝尔生理学或医学奖，以表彰其对原生动物的研究与发现。
- 保罗·埃尔利希，1908年诺贝尔生理学或医学奖得主，细菌学家、免疫学家。
- 卡尔·布劳恩，1909年获得诺贝尔物理学奖，阴极射线管的发明者，1880年开始在斯特拉斯堡大学任教。
- 阿尔布雷希特·科塞尔，1910年获得诺贝尔生理学或医学奖，以表彰其在细胞化学的研究（特别是蛋白质和核酸）。
- 马克斯·冯·劳厄，获得1914年诺贝尔物理学奖，以表彰其发现晶体中X射线的衍射现象。
- 奧托·邁爾霍夫，1922年获得诺贝尔生理学或医学奖。
- 奥托·勒维，1936年的诺贝尔生理学或医学奖得主，主要从事超分子化学领域的研究。
- 阿尔伯特·史怀哲，1952年诺贝尔和平奖得主。
- 赫尔曼·施陶丁格，1953年被授予诺贝尔化学奖，主要贡献在高分子化学领域。
- 路易·奈爾，1970年诺贝尔物理学奖得主。
- 让-马里·莱恩，1987年诺贝尔化学奖得主之一，主要的研究领域是超分子化学。
- 朱尔·A·奥夫曼，2011年获得诺贝尔生理学或医学奖，法兰西学术院院士。
- 马丁·卡普拉斯，2013年诺贝尔化学奖得主，主要贡献在“为复杂化学系统创造了多尺度模型”。
- 让-皮埃尔·索瓦日，2016年诺贝尔化学奖得主，主要从事超分子化学领域的研究。

### 其他知名校友（按出生年份排列）
- 菲利普·雅各·施本爾（1635－1705），神学家。
- 米哈伊尔·伊拉里奥诺维奇·库图佐夫（1745－1813），俄罗斯帝国元帅，著名将领，军事家。
- 歌德（1749－1832），德国戏剧家、诗人、自然科学家、文艺理论家和政治人物。
- 路易斯·雷蒙德·德·卡尔博尼埃（1755－1827），地质学家和植物学家。
- 克萊門斯·梅特涅（1773－1859），奥地利政治家。
- 格奥尔格·毕希纳（1813－1837），德国作家、革命家。
- 查尔斯-阿道夫·武尔茨（1817－1884}}），法国化学家。
- 路易·巴斯德（1822－1985），法国微生物学家、化学家，微生物学的奠基人之一。
- 盧約·布倫塔諾（1844－1931），德国经济学家。
- 奥托·雷曼（1855－1922），德国物理学家，被誉为“液晶之父”。
- 特奥巴登·冯·贝特曼-霍尔维格（1856－1912），德国政治家，曾于1909年至1917年间任德意志帝国总理。
- 格奥尔格·齐美尔（1858－1918），德国社会学家、哲学家。
- 卡爾·史瓦西（1873－1916），德国天文学家、物理学家，波茨坦天体物理天文台台长（1909－1914），普鲁士科学院院士。
- 莫里斯·弗雷歇（1873－1961），法国数学家。
- 馬克·布洛克（1886－1944），法国历史学家，专治中世纪法国史，年鉴学派创始人之一。
- 罗贝尔·舒曼（1886－1963），法国政治家，曾担任法国总理和外交部长，以他名字命名的舒曼计划为欧盟的前身欧洲煤钢共同体的建立铺平了道路，因此他被称为“欧盟之父”。他出任了欧洲议会的第一任议长。
- 卡尔·施米特（1888－1995），德国著名法学家和政治思想家。
- 賓諾·古登堡（1889－1960），美籍德国著名地震学家，里氏地震震级发明者之一。
- 安德烈-路易·丹容（1890－1967），法国天文学家。
- 朱光潜（1897－1986），中国美学家、文艺理论家、教育家和翻译家。
- 昂希·列斐伏爾（1901－1991），法国马克思主义哲学家和社会学家。
- 昂利·嘉当（1904－2008），法国数学家。
- 伊曼紐爾·列維納斯（1906－1995），法国哲学家。
- 吴文俊（1919－2017），中国数学家，中国科学院学部委员(院士)，2000年获中华人民共和国国家最高科学技术奖。
- 勒内·托姆（1923－2002），法国数学家，突变论的创始人，1958年获菲尔兹奖。
- 皮埃尔·尚邦（1931－），生物学家。
- 阿尔韦托·藤森（1938－），前秘鲁总统。
- 伊夫·梅耶尔（{1939－），法国数学家，也是小波分析理论创始人。
- 讓-呂克·南希（1940－），法国哲学家。
- 蒙瑟夫·馬佐基（1945－），突尼斯人权活动家、政治家和医生。2011年革命后首位民主选举产生的总统。
- 阿尔塞纳·温格（1949－），法国著名足球教练，1996年起执教英格兰足球超级联赛俱乐部阿森纳，是阿森纳史上任期最长和执教成绩最好的教练。
- 让-克洛德·容克（1954－），1995－2013年任卢森堡首相，2014年起任欧洲联盟委员会主席。
- 托马斯·埃贝森（1954－），挪威物理化学家。

## 学术交流学校
斯特拉斯堡大学与世界各国学校在不同学院、学科中设有交流项目。学生可以申请交换到以下学校：

### 加拿大
- 蒙特利尔大学

### 中国大陆
- 北京师范大学
- 外交学院
- 复旦大学
- 华中科技大学
- 中山大学

### 香港
- 香港浸会大学

### 日本
- 东京大学
- 东京工业大学
- 京都大学
- 名古屋大学

### 新加坡
- 南洋理工大学

## 外部連結
- University of Strasbourg （页面存档备份，存于） （英文）